# Sporstof
Sporstoffer er elementer der vides at have betydning for mennesker og dyrs ernæring i ganske små mængder (spor).
Det drejer sig for eksempel om Jern, Jod, Kobber, Zink, Krom, Mangan, Kobolt, Selen, Molybdæn, Nikkel, Vanadium, Tin og Silicium.
Alle sporstofferne skal tilføres gennem kosten eller kosttilskud. Ved indtagelse af for lidt af disse stoffer kan man få mangelsymptomer. Et eksempel er jernmangel, som giver symptomer som træthed, bleghed, og hovedpine. Mangelsymptomerne forsvinder typisk igen ved indtagelse af mad der indeholder sporstofferne.
Et sporstof kan også angive et stof, der findes i meget små mængder anvendt til at følge ("spore"), hvor et lignende stof bevæger sig hen. Brugen af radioaktive sporstoffer i bl.a. nuklearmedicin udnytter, at radioaktivitet kan spores i meget små mængder.